# Peleteria bryanti
Peleteria bryanti là một loài ruồi trong họ Tachinidae.